# Krumm (Fluss)
Die Krumm ist ein 121⁄2 km langer Fluss am Rande der Schwäbischen Alb im mittleren Baden-Württemberg, der in Eislingen im Landkreis Göppingen von rechts und Ostnordosten in die westlich laufende Fils mündet.

## Verlauf
Die Krumm entspringt am Südfuß des Rechbergs östlich des Rechberger Fuchshofs, von wo aus sie zunächst westsüdwestlich bis zum Jackenhof der Gemeinde Ottenbach fließt, dort auf Südsüdwestkurs wechselt, so Ottenbach und Krummwälden durchfließt, um unmittelbar danach mit der Aufnahme des Bärenbaches in dessen westsüdwestliche Fließrichtung zu wechseln und nach Durchqueren von Eislingen selbst in die Fils zu münden.
Der Eislinger Weiler Krummwälden, der in früherer Zeit nur „Welden“ hieß, trägt seit einiger Zeit in seinem Namen auch den des Flusses, um Mehrdeutigkeit der Ortsbezeichnung zu vermeiden.

## Einzugsgebiet
Die Krumm entwässert 30,0 km² am mittleren Albtrauf südwestlich zur Fils. Ihr Einzugsgebiet hat etwa die Gestalt eines Parallelogramms mit längerer Diagonale von Nordost nach Südwest von etwa 10 km, senkrecht dazu erreicht die maximale Breite etwas über 5 km. Seine stumpfe Nordwestecke liegt auf dem Hohenstaufen (684,1 m ü. NN), die spitze nordöstliche auf dem Rechberg (707,9 m ü. NN), die stumpfe südöstliche bei einer namenlosen Höhe östlich über den Salacher Kapfhöfen (564,6 m ü. NN), die spitze südwestliche an der Mündung (unter 330 m ü. NN). Der höchste Punkt liegt auf dem Gipfel des Rechbergs.
Jenseits der gut ausgebildeten nördlichen Wasserscheide zwischen Hohenstaufen und Rechberg konkurrieren nacheinander die linken Rems-Zuflüsse Beutenbach, Tannbach und Tiefenbach. An der östlichen, ebenfalls markanten („Rehgebirge“) ist es beim Rechberg kurz der Waldstetter Bach, der über den Josefsbach ebenfalls die Rems erreicht, und dann bis zur Südostecke der Reichenbach, der wie alle noch folgenden Konkurrenten zur Fils entwässert. An dieser Ecke ist der Reichenbach-Vorfluter Lauter selbst kurz Nachbar, im ganzen übrigen Süden und dem Südwesten die Fils selbst. Im Nordwesten verläuft die Grenze gegen das Einzugsgebiet des Marbachs.

## Zuflüsse
Zuflüsse und Verlaufsdetails von der Quelle bis zur Mündung. Gewässerlängen in der Regel nach den Datensätzen von LUBW-FG10, entsprechend Gewässerflächen nach LUBW-SG10, Einzugsgebiete nach LUBW-GEZG. Höhen regelmäßig nach dem Höhenlinienbild auf dem Geodatenviewer. Andere Quellen sind vermerkt.
Ursprung der Krumm auf dem Stadtgebiet von Schwäbisch Gmünd im Wald etwa 150 m östlich der Kläranlage am Südfuß des Rechbergs auf etwa 482 m ü. NN. Der Bach fließt zunächst westsüdwestlich.
- (Längerer Quellast), von links gegenüber der Kläranlage auf etwa 465 m ü. NN, etwa 0,50 km.[6] Entsteht in einer Waldklinge etwa 300 m nordwestlich des Rechberger Hofes Ödengehren auf etwa 540 m ü. NN. Ein rechter, etwas kürzerer Zulauf dieses Zuflusses entspringt sogar etwa auf 555 m ü. NN.
- (Zufluss am Hangwaldrand), von links beim Fuchshof auf etwa 446 m ü. NN, 0,71 km. Entsteht beim Hof Heustaig auf etwa 545 m ü. NN.
- Fuchsbach, von links durch die Fuchswiesen gegenüber dem Hungerbühl auf etwa 414 m ü. NN, 0,975 km. Entsteht beim Ottenbacher Saurenhof auf etwa 504 m ü. NN.
Am Tannwald überschreitet der Bach die Schwäbisch Gmünder Stadt- und Kreisgrenze nach Ottenbach im Landkreis Göppingen. Kurz danach, am Jackenhof, dreht er auf südsüdwestlichen Kurs.
- Buhbächle, von rechts gegenüber dem Sportgelände Im Buchs auf etwa 382 m ü. NN, 2,535 km und 2,313 km². Entsteht unterhalb des Sportplatzes nordöstlich des Hohenstaufens auf etwa 532 m ü. NN.
- Mühleisenbach, von links gleich danach am nördlichen Ortsrand von Ottenbach auf etwa 380 m ü. NN, 2,524 km. Entsteht an der oberen Waldhangkante östlich über dem Cyriakushof auf etwa 560 m ü. NN.
- Kitzenbach, von links im südlichen Ottenbach auf etwa 371 m ü. NN, 2,955 km und 3,479 km². Entsteht östlich des Waldenhofs über dem Seehölzle auf etwa 468 m ü. NN.
Danach wechselt die Krumm aufs Stadtgebiet von Eislingen/Fils
- Breitfelderbach, von links nach Ottenbach auf etwa 365 m ü. NHN, 1,2 km und über 0,4 km².
- Eschenbach, von rechts beim Weiler Eschenbäche auf etwa 361 m ü. NN, 2,019 km. Entsteht an der Nordspitze des Waldes Breite Egert westlich des Ottenbacher Sonnentalhofs auf etwa 425 m ü. NN.
- Etzbergbach, von links auf etwa 355 m ü. NN, 0,738 km. Entsteht in einer Waldklinge westlich des Ottenbacher Hofes Etzberg auf etwa 391 m ü. NN.
- Lettenbach, von rechts am Nordrand von Krummwälden auf etwa 352 m ü. NN, 0,645 km. Entsteht auf etwa 372 m ü. NN.
- Bühlbach, von links nach der Straßenbrücke in Krummwälden auf knapp 350 m ü. NN, 1,838 km.[7] Ein kürzerer Ast entwässert die Deponie am Salacher Schafhof, ein knapp 400 m längerer entsteht am Halden-Hang beim Eislinger Hof Etzberg auf etwa 460 m ü. NN.
- Bärenbach, von links auf etwa 347 m ü. NN, 3,533 km[8] und 3,028 km². Entsteht in zwei fast gleich langen Ästen nordöstlich und südöstlich des Salacher Bärenhöfles, beide Quellen liegen etwas auf etwa 530 m ü. NN. Nach der Mündung fließt die Krumm in Zuflussrichtung des Bärenbachs weiter nach Westsüdwesten.
- Ziegelbach, von rechts längs der Hauptstraße in Eislingen, 3,146 km. Entsteht etwas oberhalb des Täleshofes im Wald in der Eselsklinge auf etwas über 410 m ü. NN und durchläuft dort zunächst einen 0,0578 ha großen Waldteich, dann durchs offene Täle und ab der Siedlungsgrenze Eislingens verdolt.

Mündung der Krumm nahe am Ostende der Solitudestraße in Eislingen von rechts und Ostnordosten in die Fils. Das Gewässer hat hier eine Länge von 12,522 km und ein Einzugsgebiet von 29,952 km².